# Matelea reitzii
Matelea reitzii är en oleanderväxtart som beskrevs av J. Fontella Pereira. Matelea reitzii ingår i släktet Matelea och familjen oleanderväxter. Inga underarter finns listade i Catalogue of Life.